# Pisciarelli
Pisciarelli è una frazione del comune di Bracciano, in provincia di Roma. Dista 2 chilometri circa dal capoluogo comunale.
Nel centro del paese sorge l'antica chiesa di San Lorenzo, a cui è dedicato il santo patrono della zona.
La chiesa francescana di San Lorenzo, di stile barocco, ospita una Assunzione della Vergine di Pedro Fernandez e una Immacolata di Vincenzo Strigelli.

## Storia
Fu feudo, assieme a Bracciano, degli Orsini. Nel 1600 il principe Orsini costruì la nuova chiesa di San Lorenzo al posto della precedente chiesa intitolata a San Pietro che era stata demolita circa 50 anni prima per volontà di Paolo Giordano Orsini, primo duca di Bracciano.
Flavio Orsini, che doveva saldare i propri debiti, si vide costretto a vendere il ducato di Bracciano e la contea di Pisciarelli, che furono acquistati, alla fine del '600, dagli Odescalchi.
Nel 1803 Giovanni Torlonia acquistò, oltre al feudo di Bracciano, anche la contea di Pisciarelli. Entrambi tornarono alla famiglia Odescalchi nel 1847, riscattati da Livio Odescalchi.
Nel 1847 il principe Odescalchi rinunziò a favore dello Stato Pontificio, oltre ai suoi diritti feudali su Bracciano, anche quelli che riguardavano il contado di Pisciarelli 

## Trasporti e mobilità
La frazione è collegata con il centro di Bracciano tramite navetta cilia italia (Gruppo RATP) linea A.